# Kołaczyce
Kołaczyce é um município da Polônia, na voivodia da Subcarpácia, condado de Jasło e sede da comuna de Kołaczyce. Estende-se por uma área de 7,15 km², com 1 420 habitantes, segundo os censos de 2016, com uma densidade de 198,6 hab/km².
Nos anos de 1975-1998, a cidade pertenceu administrativamente à voivodia de Krosno. Está localizado na região histórica de Sandomierz, na Pequena Polônia. Na Idade Média estava localizada no condado de Pilsen, na voivodia de Sandomierz.
A cidade é a sede da paróquia de Santa Ana, pertencente à forania de Brzostek, da diocese de Rzeszów.

## Geografia
A cidade faz fronteira com Bukowa e Sowina ao norte, com Kłodawa e Ujazd a oeste, e a leste e sul com Naws Kołaczycki. A fronteira oeste da cidade é o rio Wisłoka.
A estrada nacional n.º 73 atravessa a cidade.

## História
A cidade foi fundada pelo rei Casimiro, o Grande, em 1339. Outra menção escrita da cidade vem de 1345. Ostasz - castelão de Lublin também é mencionado nelas. Durante o reinado de Casimiro, o Grande, Kołaczyce foi fundada pelos beneditinos de Tyniec em 1358.
Kołaczyce, juntamente com várias aldeias vizinhas, pertenceu à Abadia de Tyniec até a Primeira Partição da Polônia. Em 1546, houve um grande incêndio em Kołaczyce. Após o fechamento da abadia beneditina de Tyniec, o governo austríaco arrendou seus bens para particulares. Desde então, a cidade de Kołaczyce mudou de dono. O primeiro foi Paweł Kmita Chorzewski. Em 1779, a cidade e outras aldeias foram vendidas por 80 000 florins e 59 coroas a Jan e Karol Eder, Jakub Barão de Boesmer e Fries. Por sua vez, a sociedade vendeu Kołaczyce e Nawsie Kołaczyckie, juntamente com outras aldeias, para Achilles Johannot por 80 000 złotys em 1811. Dessa forma, Kołaczyce se tornou uma cidade privada. No verão de 1884, o condado de Jasielski e as cidades vizinhas circularam com '"notícias sobre a cidade de Kołaczyce sendo queimada ... "' 86 casas e 20 celeiros incendiados, e 125 famílias sofreram perdas estimadas em 243 674 złotys. Foi instituído um Comissão de Auxílio a Pogorzelcom, presidido por um padre de Kołaczyce, frei Textorys e composta por: Jędrzej Slęzak, Stanisław Dutkiewicz, Paweł Śliz (prefeito), Jan Kiełbasa, Marcin Falarz e Jan Matuszewski. Kołaczyce perdeu os direitos de cidade em 1919. Mais uma vez, a cidade recuperou seus direitos municipais em 1 de janeiro de 2010 e se tornou a segunda cidade do condado de Jasło.

### Toponímia
A cidade recebeu o nome de Colanthicze em 1330, propriedade dos beneditinos de Tyniec; Colaczicze em 1358; Colacice em 1401; em 1354 obteve os direitos de cidade do rei Casimiro, o Grande.

## Demografia

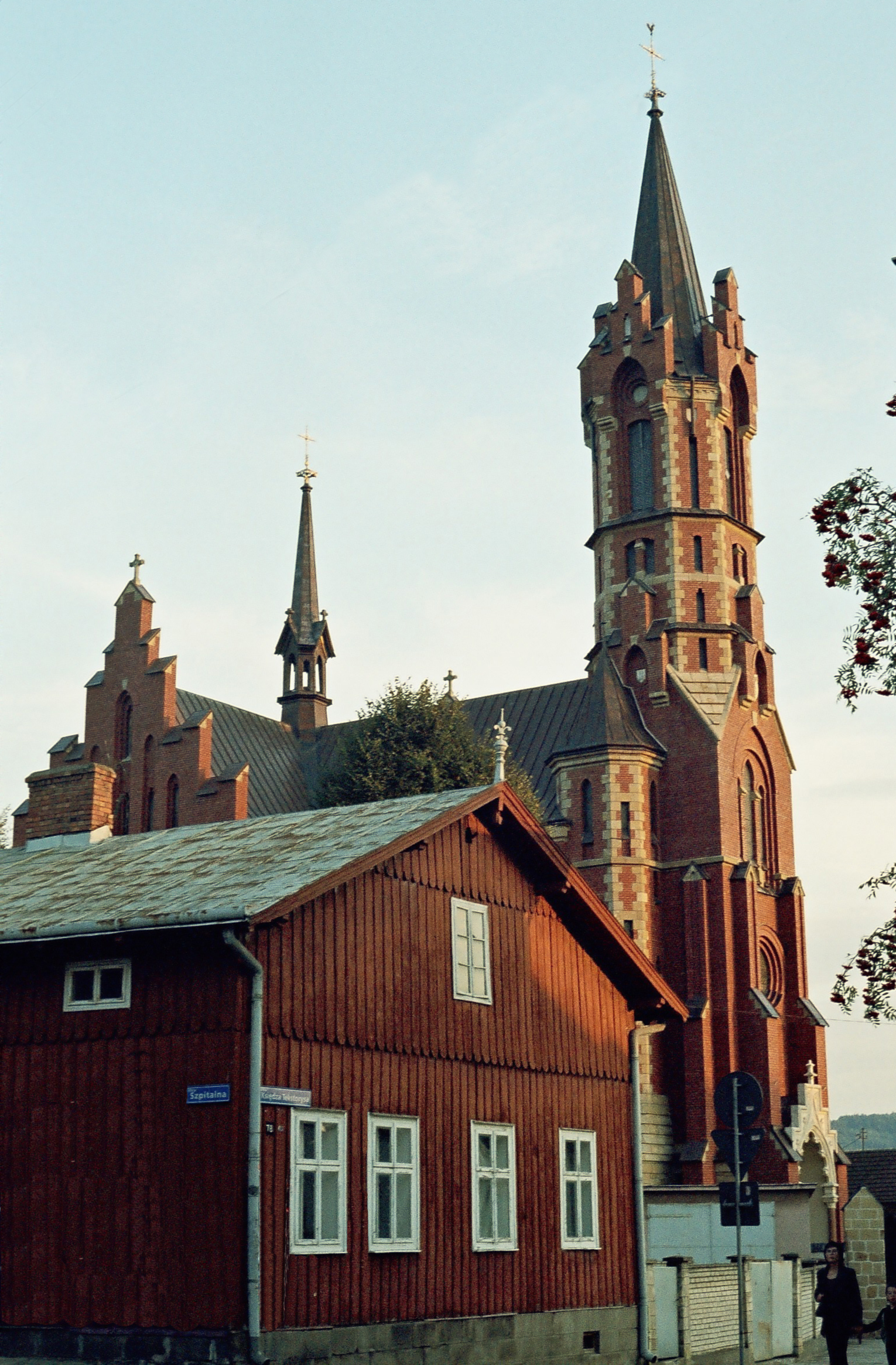
Igreja de Santa Ana em Kołaczyce

## Monumentos históricos

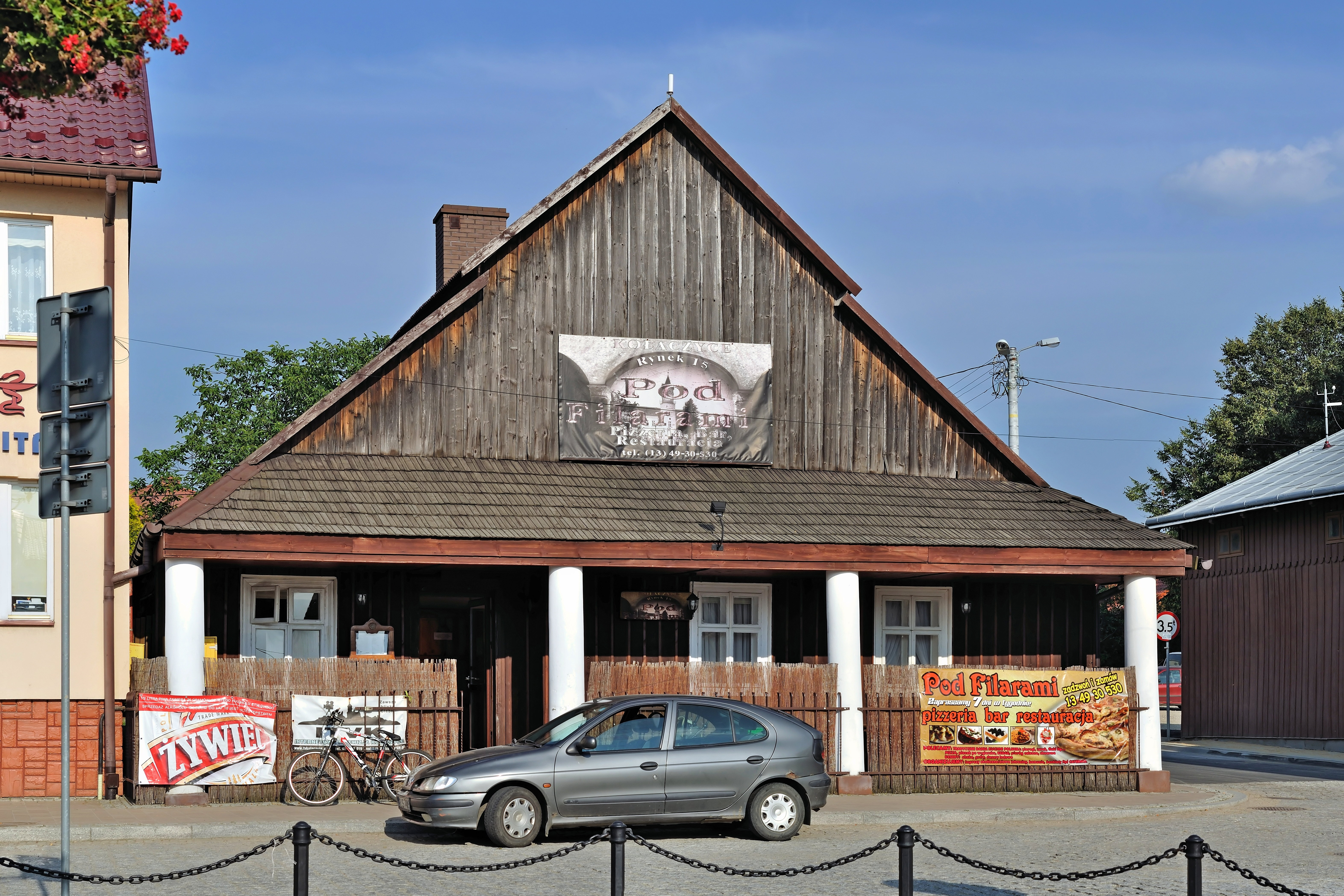
Uma casa histórica em Kołaczyce

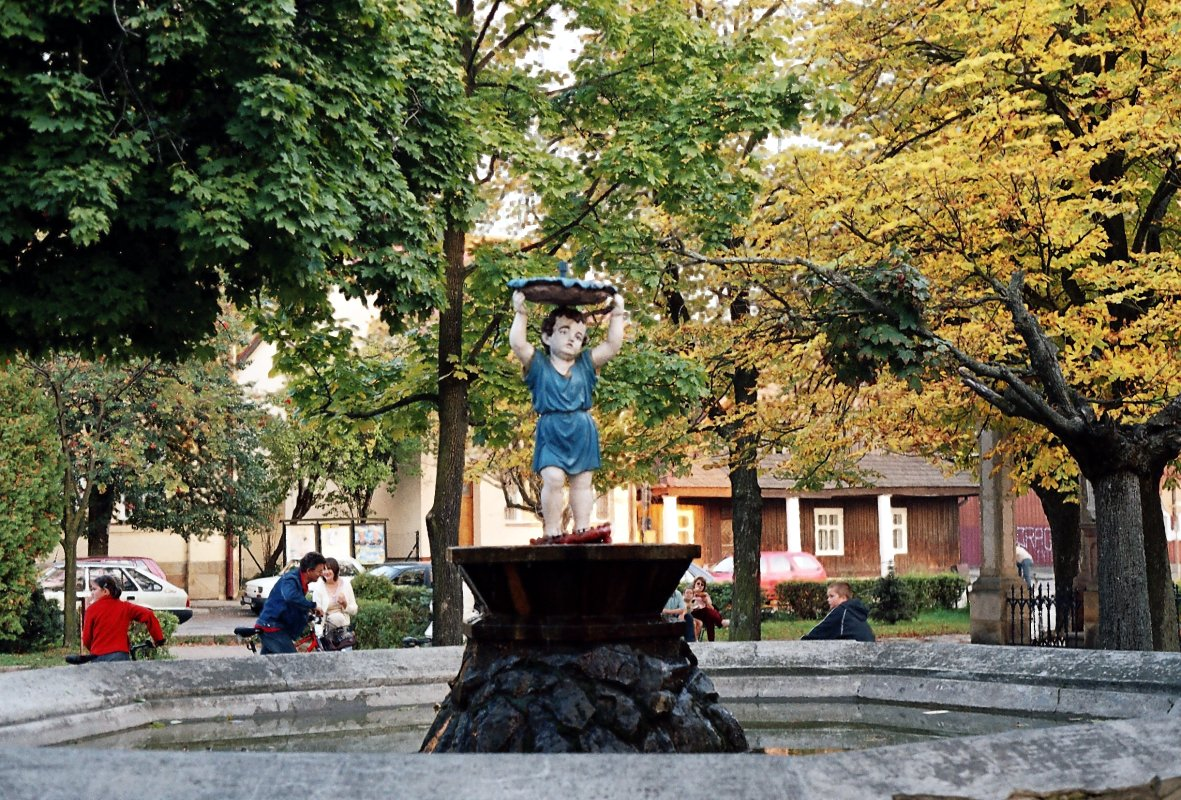
Fonte Bartek na praça principal

- Casa com arcadas de 1792 - rua Rynek 62;
- Igreja paroquial de Santa Ana, no estilo neogótico, com uma pia para água benta de 1632 e uma pia batismal do século XVII;
- Praça da cidade com a fonte "Bartek" financiada pelo conde Łosia de Brzysk,
- Edifício do jardim de infância da comuna em Kołaczyce do início do século XIX,
- Capela da primeira metade do século XIX,
- Estátua da Virgem Maria na praça principal, erguida em 1803,
- Estátua de São Francisco de 1885, na saída da estrada Jasło-Pilzno,
- Pousada do século XVIII (reconstruída na década de 1950) - rua Rynek 2,
- Casa do século XVIII - rua Rynek 10,
- Casa do século XVIII, reconstruída após 1886 - rua Rynek 17,
- Casa do século XVIII - rua Rynek 18,
- Cemitério de guerra n.º 38 Kołaczyce-Olszyny,
- Cemitério de guerra n.º 39 (sede no cemitério paroquial).

## Educação
- Complexo de escolas primárias e secundárias
- Liceu Maria Skłodowska-Curie

## Esporte
Há um clube de futebol Ostoja Kołaczyce na cidade, jogando na Klasa okręgowa.